# Ușă secretă (informatică)
Ușile secrete (după engl. backdoor) sunt un tip de software rău intenționat, creat pentru a ocoli sistemele de securitate/autentificare ale unui computer.